# بیمارستان نظامی ۳۰۱
بیمارستان نظامی ۳۰۱ (به انگلیسی: 301 Military Hospital) بیمارستانی در شهر پکن کشور چین است که در اکتبر ۱۹۵۳ میلادی ساخته شد و دارای ۴۰۰۰ تخت است.